# Benediktushof Maria Veen

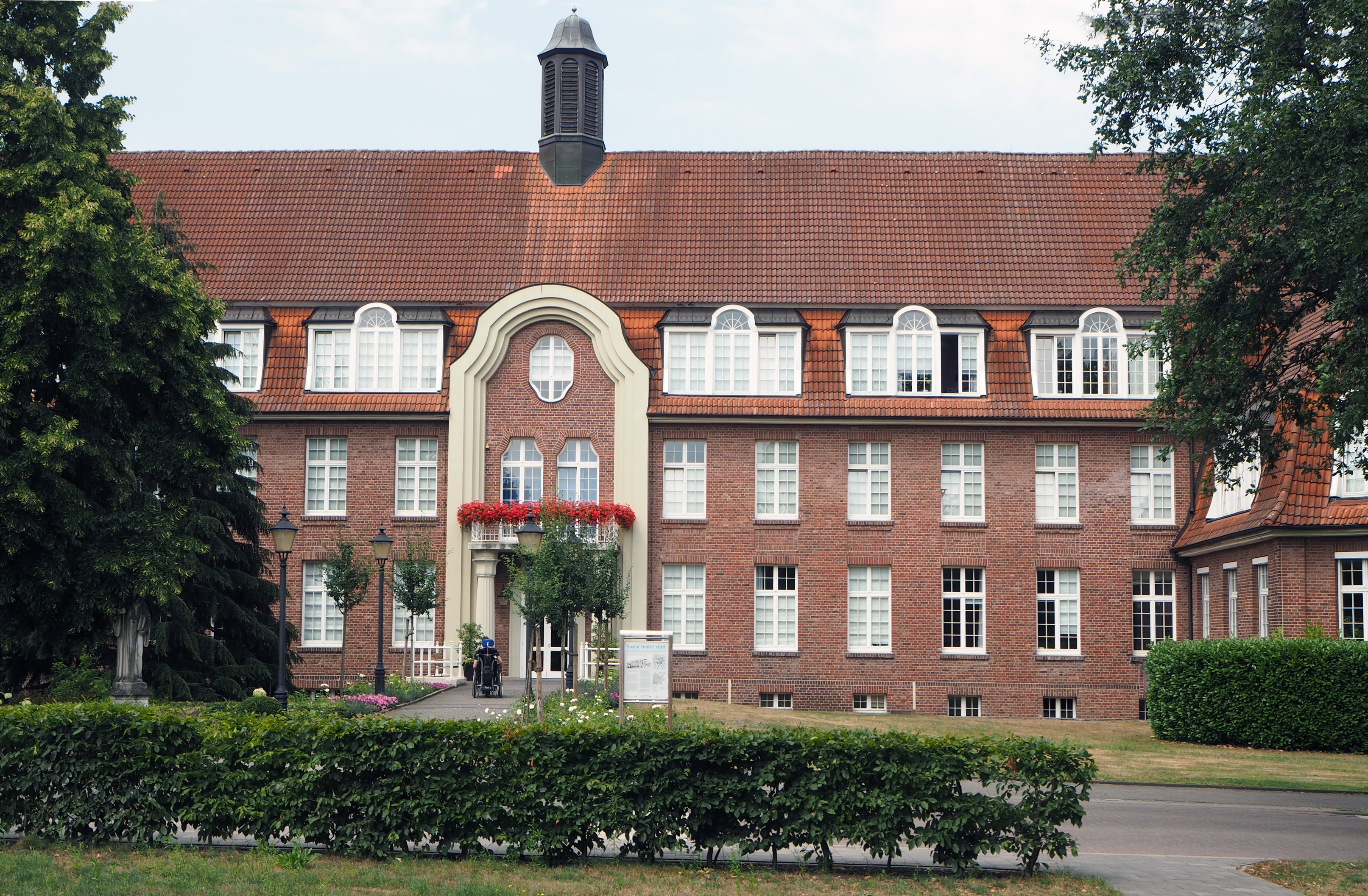
Der um 1914 gebaute ehemalige „Neue Bernhardshof“ ist heute das repräsentative Hauptgebäude des Benediktushofs.

Die Benediktushof gGmbH als Tochter der Josefs-Gesellschaft (JG-Gruppe) ist ein gemeinnütziges Dienstleistungsunternehmen. Hier können sich körper- und mehrfachbehinderte Menschen schulisch, beruflich und sozial rehabilitieren. Organisatorisch gliedert sich der Benediktushof auf in das Berufsbildungswerk, die Wohnheime für Kinder, Jugendliche und Erwachsene sowie in das ambulant betreute Wohnen und in die Werkstatt für behinderte Menschen. Abgerundet wird das Dienstleistungsangebot durch den therapeutischen Bereich, welchem u. a. eine Praxis für Ergotherapie und eine Praxis für Physiotherapie zugeordnet sind.
Beheimatet ist der Benediktushof im Ort Maria Veen (Reken) im Kreis Borken, gelegen im westlichen Münsterland am Nordrand des Ruhrgebiets.
Der Benediktushof Maria Veen gehört europaweit zu den besten Einrichtungen dieser Art, die bisher nach dem europäischen Qualitätsmanagementsystem „European Quality in Social Services“ (EQUASS) zertifiziert wurden. Für den Zeitraum von 2013 bis 2016 erhielt der Benediktushof das Prädikat „excellent“.

## Berufliche Bildung
Das Berufsbildungswerk bietet duale Ausbildungen für rund 300 junge Menschen mit Körper- und Lernbehinderung sowie psychischen Einschränkungen an. In über 40 unterschiedlichen Berufen streben die Auszubildenden die Abschlüsse von den prüfenden Kammern Industrie- und Handelskammer, Handwerkskammer und Landwirtschaftskammer an. Die unterschiedlichen Ausbildungen verteilen sich auf die Bereiche
- Kaufmännische Berufe
- Lagerlogistik
- Holzbearbeitende Berufe
- Metallberufe
- Elektrotechnische Berufe
- Hauswirtschaftsberufe
- Orthopädie-Schuhtechnik
- Zeichnerisch-konstruktive Berufe
- Gartenbauberufe
- Zweirad
- Hotel- und Gaststättengewerbe

## Werkstatt für behinderte Menschen
Die Werkstatt für behinderte Menschen (WfbM) des Benediktushofes ist ein modernes Dienstleistungsunternehmen, das rund 150 Menschen mit Behinderung beschäftigt und ganzheitlich fördert. Das Dienstleistungsangebot der Werkstatt reicht von Fertigungsaufgaben für die Industrie über Arbeiten am Computer hin zu Tätigkeiten im kreativen Designbereich. Als Partner der regionalen Wirtschaft übernimmt die WfbM Aufträge aus den unterschiedlichen Bereichen wie bspw.:
- Elektromontage/ -technik
- Aktenvernichtung
- Holzverarbeitung
- Metallverarbeitung oder
- Montagetechnik

## Wohnangebote
Die Wohnangebote der Eingliederungshilfe des Benediktushofes untergliedern sich in die Bereiche:
- Wohnen für Erwachsene mit insgesamt fünf Wohnbereichen
- Wohnen für Kinder und Jugendliche
- ambulant betreutes Wohnen

Innerhalb des Wohnbereichs für Erwachsene findet sich das Haus Bernardus, welches speziell auf die Bedürfnisse von Menschen mit erworbenen Hirnschädigungen ausgerichtet ist.

## Ambulant betreutes Wohnen
Das ambulant betreute Wohnen (ABW) unterstützt Menschen mit psychischen, geistigen und körperlichen Einschränkungen beim Leben in der eigenen Wohnung. Ziel ist es, ihnen die Teilhabe am gesellschaftlichen und beruflichen Leben zu ermöglichen. Der Benediktushof Maria Veen bietet das ambulant betreute Wohnen im Kreis Borken und im Kreis Coesfeld an.

## Geschichte
Vorläufer des Benediktushofs war der Bernhardshof, eine 1902 gegründete Trinkerheilanstalt in Nachbarschaft der Arbeiterkolonie Maria Veen. Träger war der Verein für katholische Arbeiterkolonien in Westfalen. 1913 bis 1915 wurde die Einrichtung durch ein neues Gebäude, den neuen Bernhardshof, erweitert. Dieses Gebäude besteht heute noch.
1924 übernahm die Josefs-Gesellschaft die Gebäude. Daraus ging der heutige Benediktushof hervor.